# Corbières (Fribourg)
Pour les articles homonymes, voir Corbières.
Corbières ( en patois fribourgeois) est une localité et une commune suisse du canton de Fribourg, située dans le district de la Gruyère.

## Géographie

Photo aérienne (1971)

Le territoire de Corbières s'étend sur 9,6 km2. Lors du relevé de 2013-2018, les surfaces d'habitations et d'infrastructures représentaient 6,4 % de sa superficie, les surfaces agricoles 49,9 %, les surfaces boisées 43,1 % et les surfaces improductives 0,8 %.
Corbières est limitrophe de Botterens, Echarlens, Hauteville, Marsens et Val-de-Charmey.

## Histoire
Au 1er janvier 2011, Corbières et Villarvolard ont fusionné en une seule commune, Corbières.

## Population

### Gentilé et surnoms
Les habitants de la commune se nomment les Corbeyrans[source insuffisante].
Ils sont surnommés lè Dèroutse Tô, soit ceux qui ont dévissé ou qui renversent tout en patois fribourgeois, et les Corbeaux.

### Démographie

#### Évolution de la population
Corbières compte 1 021 habitants au 31 décembre 2022 pour une densité de population de 106 hab/km2. Sur la période 2010-2019, sa population a augmenté de 32,2 % (canton : 15,5 % ; Suisse : 9,4 %).  

#### Pyramide des âges
En 2020, le taux de personnes de moins de 30 ans s'élève à 33,8 %, au-dessous de la valeur cantonale (35,2 %). Le taux de personnes de plus de 60 ans est quant à lui de 22,1 %, alors qu'il est de 22 % au niveau cantonal.
La même année, la commune compte 461 hommes pour 458 femmes, soit un taux de 50,2 % d'hommes, supérieur à celui du canton (50,1 %).
| Hommes | Classe d’âge | Femmes |
| ------ | ------------ | ------ |
| 0,0    | 90 ans ou +  | 0,2    |
| 5,0    | 75 à 89 ans  | 6,3    |
| 14,3   | 60 à 74 ans  | 18,3   |
| 24,9   | 45 à 59 ans  | 18,6   |
| 22,6   | 30 à 44 ans  | 22,3   |
| 14,3   | 15 à 29 ans  | 16,2   |
| 18,9   | - de 14 ans  | 18,1   |

| Hommes | Classe d’âge | Femmes |
| ------ | ------------ | ------ |
| 0,4    | 90 ans ou +  | 1,0    |
| 5,9    | 75 à 89 ans  | 7,4    |
| 14,5   | 60 à 74 ans  | 14,8   |
| 22,2   | 45 à 59 ans  | 21,9   |
| 21,0   | 30 à 44 ans  | 20,6   |
| 19,1   | 15 à 29 ans  | 18,3   |
| 17,0   | - de 14 ans  | 16,0   |